# Parkano
Parkano är en stad i landskapet Birkaland i före detta Västra Finlands län. Parkano har 6 286 invånare och en yta på 909,67 km². Parkano är enspråkigt finskt. Det finns en järnvägsstation vid Parkanos direktbana (Tammerfors - Seinäjoki) cirka 6 km från centrala Parkano. Även Haapamäki–Björneborg-banan passerar Parkano (godstrafik).
I staden finns en tätort: centralorten Parkano centraltätort.
Gruppen Vargavinter har spelat in en låt som heter "Gråtpolska från Parkano".
Schlagersångerskan Saija Varjus kommer från Parkano.

## Administrativ historik
1 januari 1993 överfördes staden från Åbo och Björneborgs län till Tavastehus län.

## Politik

### Mandatfördelning i Parkano stad, valen 1976–2021
| 4 | 9 | 10 | 2 | 2 | 8 |

| 3 | 10 |  | 11 |  |  | 8 |

| 3 | 9 | 4 | 10 |  | 8 |

| 3 | 8 | 2 | 4 | 10 |  | 7 |

| 4 | 9 | 3 | 2 | 8 |  |  | 7 |

| 4 | 7 | 3 |  | 11 |  | 8 |

| 3 | 5 | 2 | 9 |  | 7 |

| 3 | 5 | 2 | 10 | 7 |

| 20 | 7 |

| 2 | 5 | 5 | 9 |  | 5 |

| 21 | 6 |

|  | 4 | 7 | 9 |  | 5 |

| 20 | 7 |

| 2 | 6 | 5 | 12 |  | 5 |

| 24 | 7 |

|  | 4 | 6 | 8 | 6 | 6 |

| 22 | 9 |

### Vänorter
- Gagra, Georgien
- Hofors kommun, Sverige[4]

## Demografi

### Befolkningsutveckling
| Befolkningsutvecklingen i Parkano stad 1975–2020                                                             | Befolkningsutvecklingen i Parkano stad 1975–2020 | Befolkningsutvecklingen i Parkano stad 1975–2020 | Befolkningsutvecklingen i Parkano stad 1975–2020 | Befolkningsutvecklingen i Parkano stad 1975–2020 |
| --- | ------------------------------------------------ | ------------------------------------------------ | ------------------------------------------------ | ------------------------------------------------ |
| |                                                  |                                                  |                                                  |                                                  |
| År |                                                  |                                                  | Folkmängd                                        |                                                  |
| 1975 | 1975                                             |                                                  | 8 459                                            |                                                  |
| 1980 | 1980                                             |                                                  | 8 779                                            |                                                  |
| 1985 | 1985                                             |                                                  | 8 692                                            |                                                  |
| 1990 | 1990                                             |                                                  | 8 446                                            |                                                  |
| 1995 | 1995                                             |                                                  | 8 226                                            |                                                  |
| 2000 | 2000                                             |                                                  | 7 807                                            |                                                  |
| 2005 | 2005                                             |                                                  | 7 340                                            |                                                  |
| 2010 | 2010                                             |                                                  | 6 978                                            |                                                  |
| 2015 | 2015                                             |                                                  | 6 766                                            |                                                  |
| 2020 | 2020                                             |                                                  | 6 352                                            |                                                  |
| Anm: Uppgifterna avser förhållandena den 31 december nämnda år enligt områdesindelningen den 1 januari 2022. |                                                  |                                                  |                                                  |                                                  |